# Чернокнижный, Иван Себастьянович
Иван Себастьянович Чернокнижный — левый эсер, участник махновского движения.
Родился в конце девятнадцатого столетия в Павлоградском уезде Екатеринославской губернии.
После получения образования работал сельским учителем в селе Новопавловка. Был членом ПЛСР.
Осенью 1918 года присоединился к махновскому движению был председателем ВРС в 1919 году. Делегат и председатель 1-3-гo Гуляй-Польских съездов повстанцев и Советов. В июне 1919 г. объявлен советской властью вне закона, ушел в подполье. Продолжал активное участие в махновском движении, постоянно работая в ВРС, оставаясь одним из идеологов повстанчества.
Объявлялся вне закона в январе и ноябре 1920 г.
В 1920-х гг., после амнистии, жил в Межевском районе Днепропетровской области. Руководил подпольной анархо-махновской группой. Арестован в 1928 г.